# Utuado
La municipalité d’Utuado, sur l'île de Porto Rico (Code International : PR.UT) couvre une superficie de 298 km² et regroupe 35 336 habitants (au 31 décembre 2006).

## Histoire
Utuado a été fondée le 12 octobre 1739 par Sebastian de Morfi, au nom de 60 familles d'Arecibo. C'était la première ville établie à l'intérieur de la région montagneuse de l'île connue sous le nom de la Cordillère Centrale et la 11e plus ancienne municipalité établie à Porto Rico, après San Juan, San Germán, Coamo, Arecibo, Aguada, Loiza, Ponce, Añasco, Guayama et Manati.

## Géographie
Utuado est dans la région montagneuse centrale de Porto Rico
.

## Économie

### Agriculture
Utuado a retrouvé une partie de sa puissance de production de café et était le 3ème plus grand producteur de café à Porto Rico dans le recensement agricole de l'USDA de 2002. Elle produit également des oranges (4e), des plantains (6e) et des bananes (9e). Il a été couronné de succès avec l'inventaire du bétail se classant 3e en ce qui concerne les ruches d'abeilles et 13e avec les porcs. En termes de fabrication, Utuado possède des installations de production de textiles, de papier et de pierre.

### Business
Utuado est aujourd'hui dotée d'une infrastructure de télécommunications moderne et compétitive. Les principales sociétés de téléphonie mobile, dont Claro et AT&T, offrent une couverture mobile. Liberty Cablevision et DirecTV offrent un service de télévision par câble et par satellite, avec des chaînes espagnoles et anglaises ainsi qu'un service Internet haute vitesse.

## Galerie

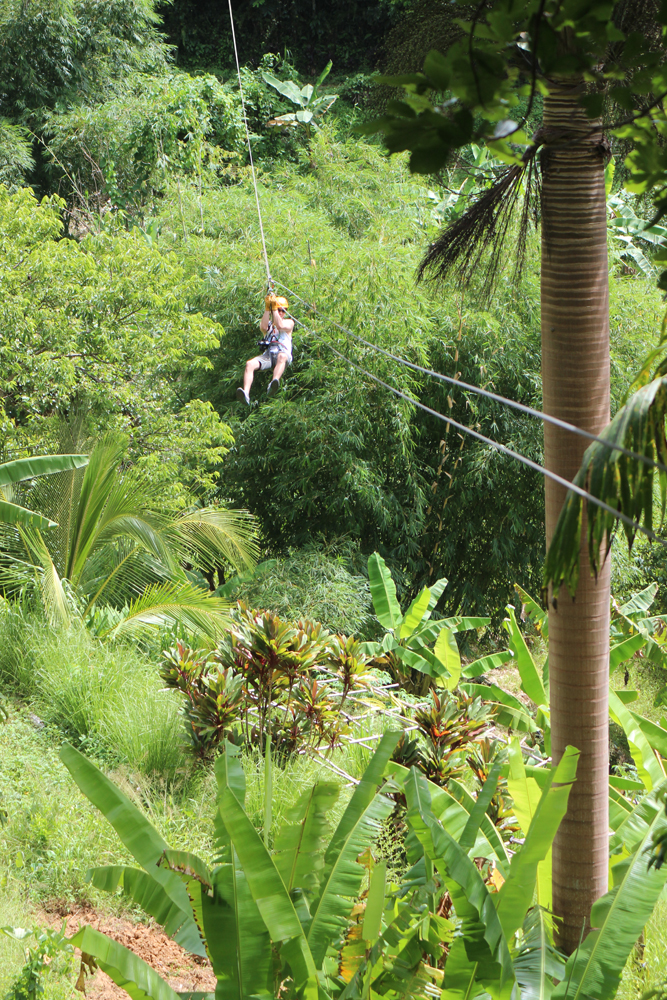
Tyrolienne dans la forêt nationale de Tanamá d'Utuado
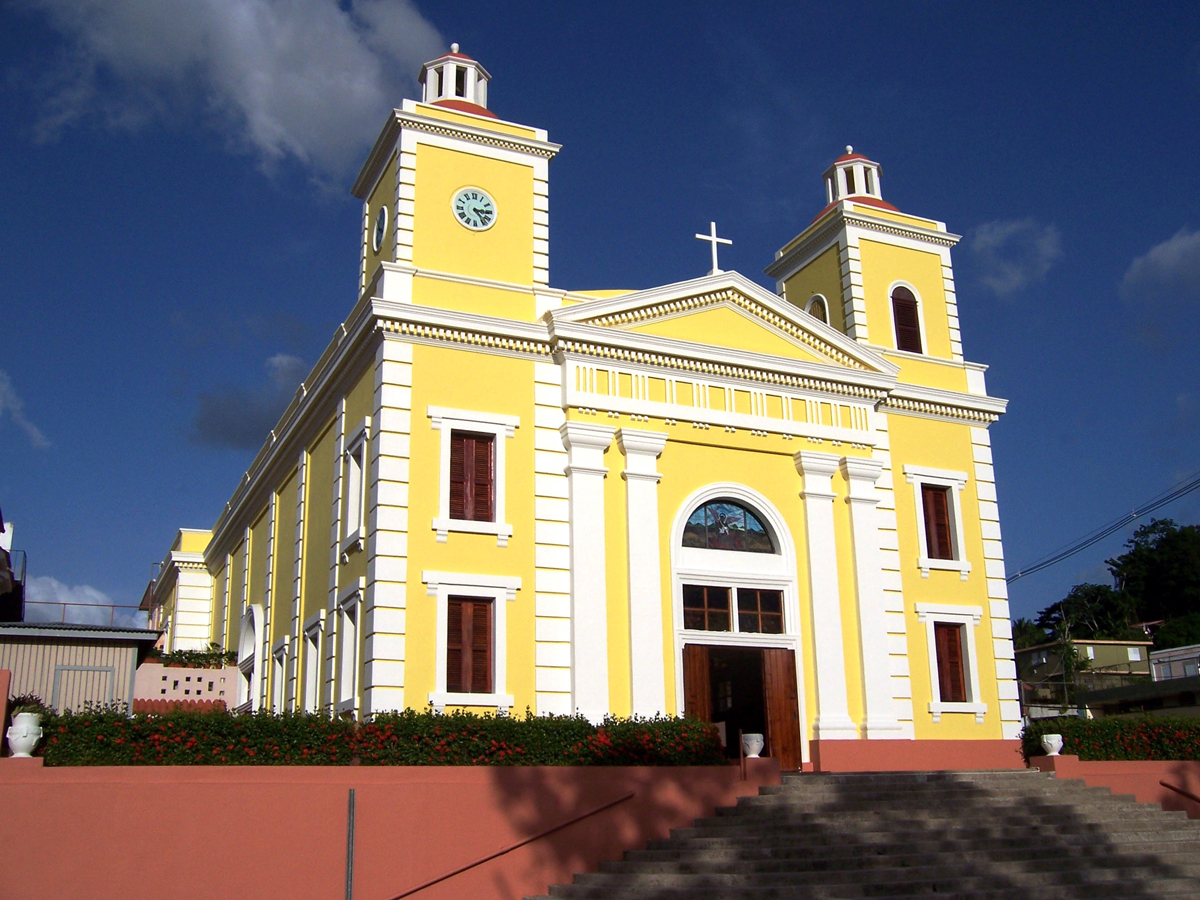
Église Saint Michel deUtuado
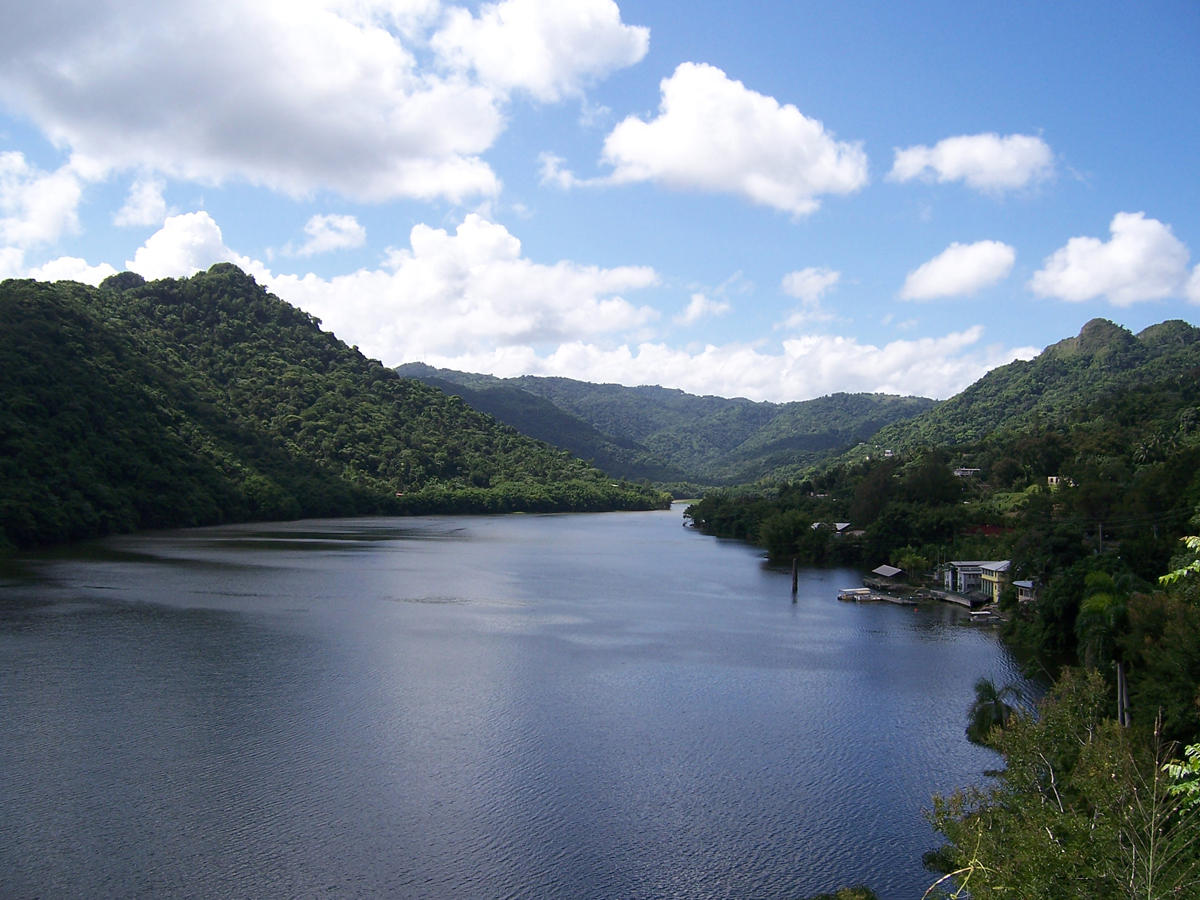
Lago Dos Bocas à Don Alonso barrio
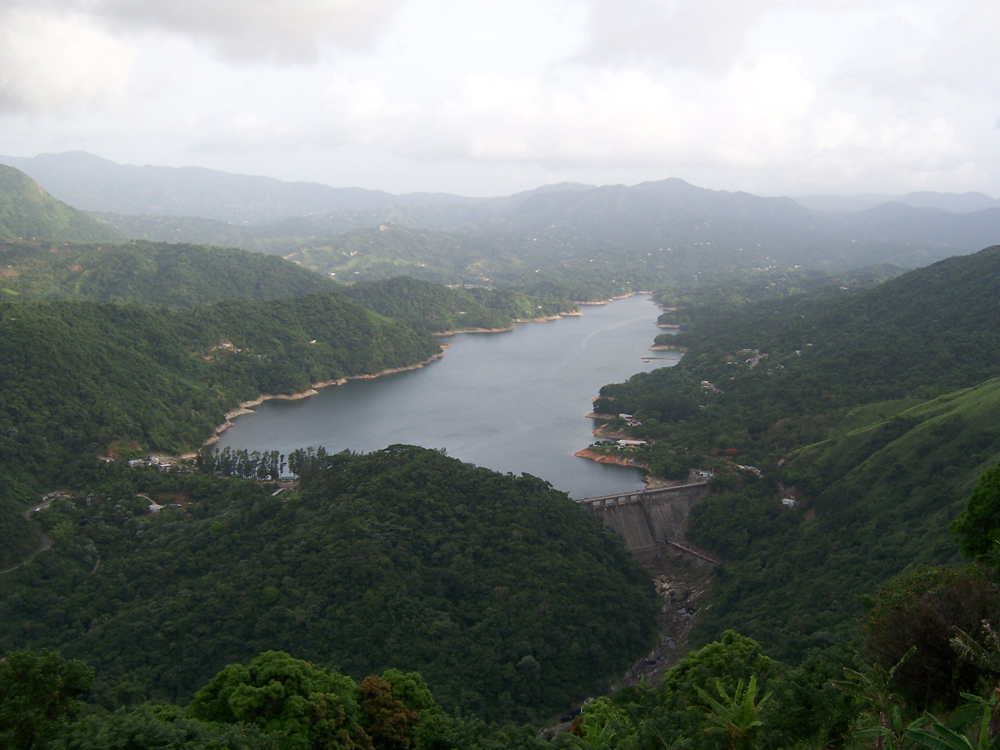
Lago Caonillas à Caonillas barrio
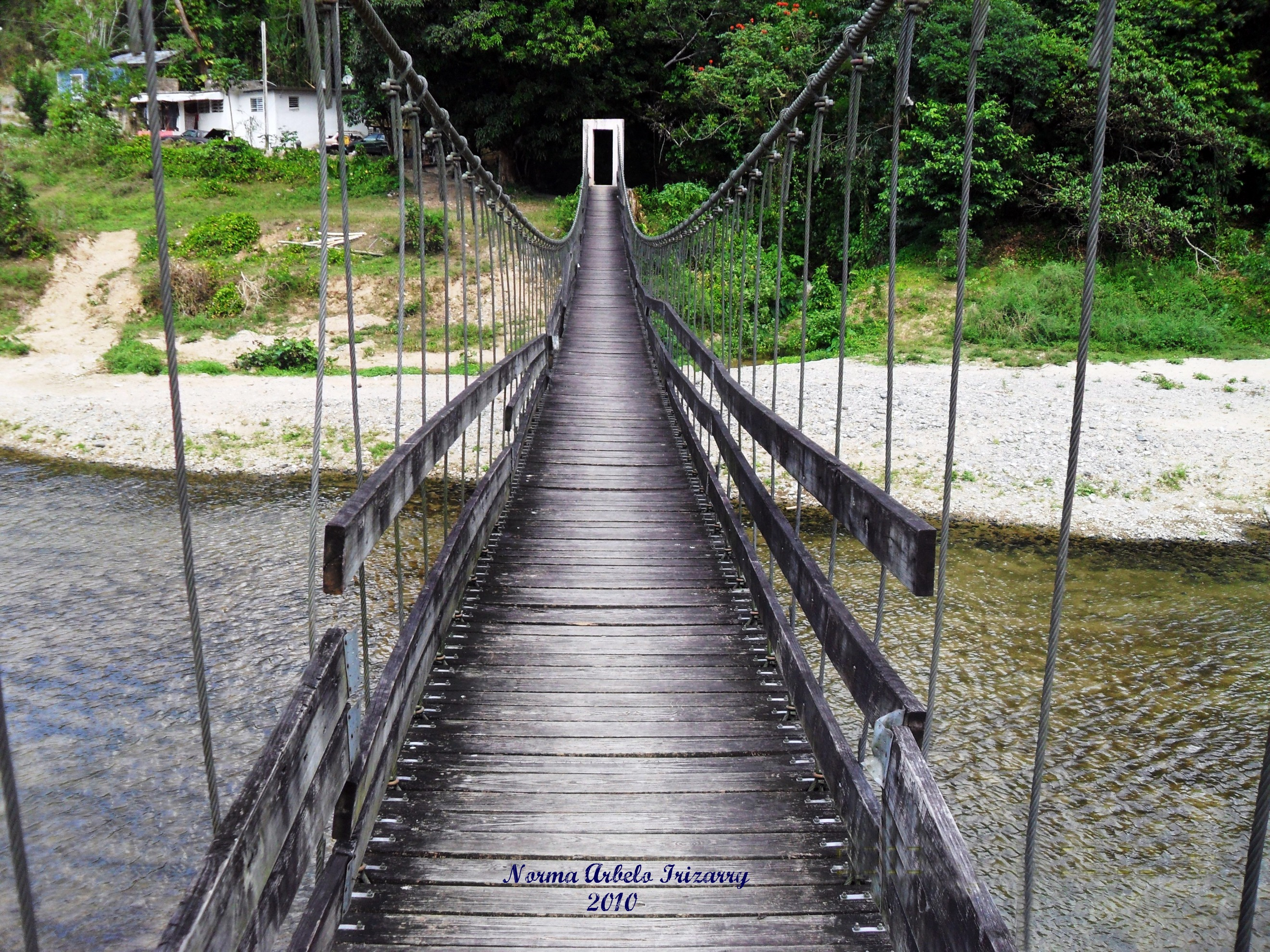
Puente La Hamaca à Utuado
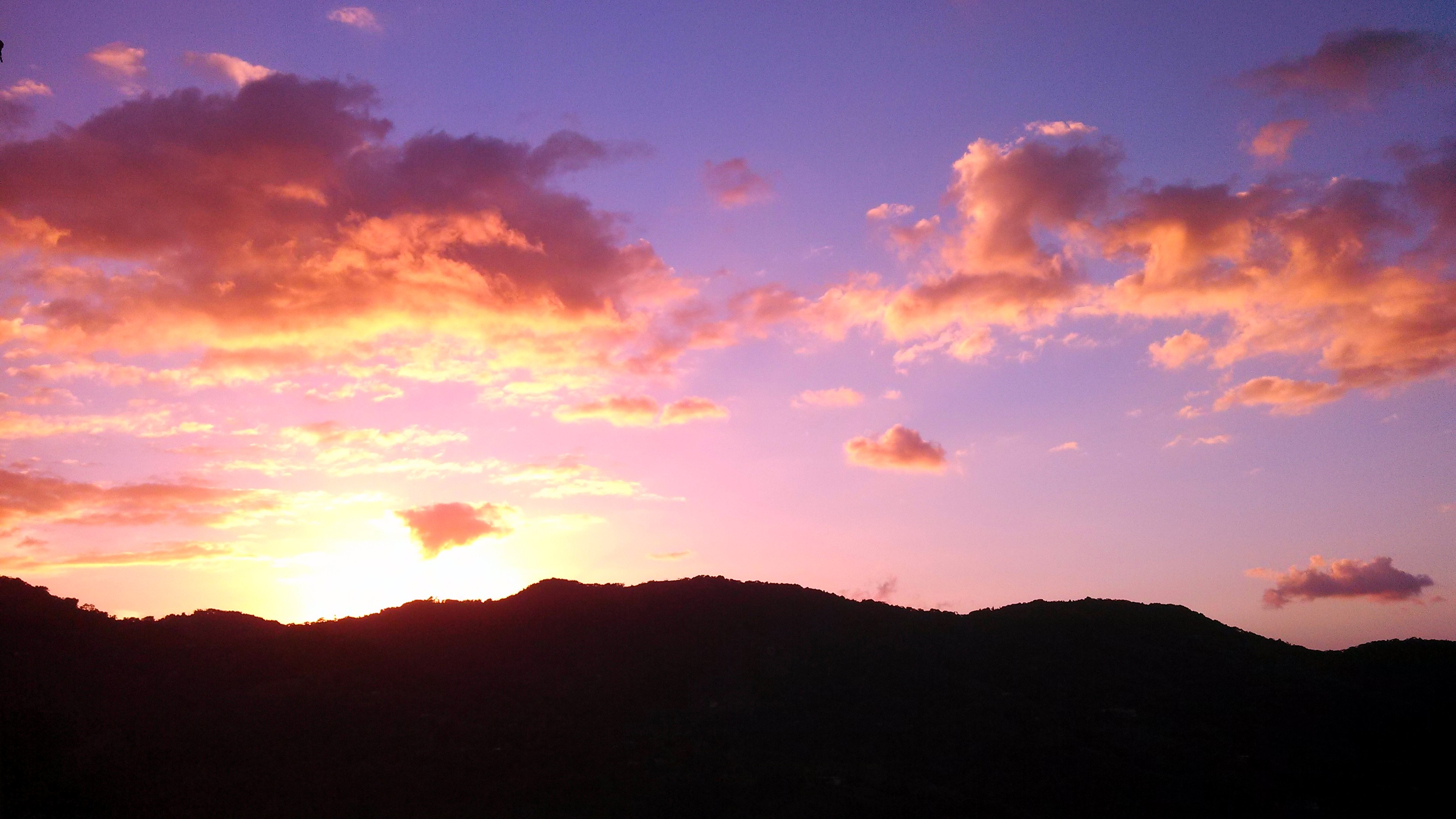
Vue depuis la Finca Vista Bella, un vignoble du quartier de Tetuán

## Personnalités liées à la communauté
- Marisol Malaret (1949-2023), mannequin portoricaine.